# La faula de les abelles
La faula de les abelles o, Vicis Privats, Beneficis Públics és un llibre de Bernard de Mandeville, que consisteix en el poema Les Murmuracions del Rusc: o, Els brivalls es tornen honestos, juntament amb la prosa de discussió del poema. El poema va ser publicat l'any 1705, i el llibre va aparèixer per primera vegada l'any 1714. El poema suggereix molts dels principis claus del pensament econòmic, incloent-hi la divisió del treball i la "mà invisible", setanta anys abans que aquests conceptes anessin completament dilucidats per Adam Smith. Dos segles més tard John Maynard Keynes cita a Mandeville per mostrar que no hi havia "res de nou ... a atribuir els mals de la desocupació ... la insuficiència de la propensió a consumir", una condició també coneguda com la paradoxa de l'estalvi, que fou el centre de la seva pròpia teoria de la demanda efectiva.

## Punts de vista econòmics
Mandeville avui és generalment considerat com un economista i filòsof seriós Va produir un segon volum de la faula de les abelles l'any 1729, amb un ampli conjunt de diàlegs que estableixen els seus punts de vista econòmics. Les seves idees sobre la divisió del treball estan inspirades en les de William Petty, i són similars a les d'Adam Smith,(que, no obstant això, critica durament a Mandeville) o Ayn Rand en The Virtue of Selfishness. Adam Smith va repetir el principi del projecte mandevillià deslliurant-ho de la seva dimensió provocadora. En The Wealth of the Nation, reemplaça la paraula "vici" per "amor propi".
L'obra, que es va veure afectada per les idees libertines que es desenvolupaven a Europa, vol ser una crítica a una societat hipòcrita de l'inici del desenvolupament industrial, que presenta com a virtuós ocultar els seus vicis, que, paradoxalment, segons Mandeville, són necessaris per al benestar col·lectiu de la societat.
Van ser precisament aquests aforismes paradoxals els que van estimular a la imaginació col·lectiva per donar celebritat a l'obra de Mandeville. En ella s'argumenta que és la cerca de la satisfacció dels vicis (com el luxe, l'extravagància, l'enveja, la luxúria, etc.) la que desenvolupa i fa pròspera a la societat, ja que la seva cerca provoca l'augment del consum dels més rics, ajudant a circular diners i augmentar el treball per a les classes més pobres.
Aquells que basen la seva existència d'acord amb el virtuós principi d'acontentar-se amb la seva condició, de fet, portar les seves vides en la resignació i la mandra, danyant la producció industrial, fent que creixi la pobresa de la nació i obstaculitzant el desenvolupament que va portar a Anglaterra a la revolució industrial
Jean-Jacques Rousseau va comentar La rondalla de les abelles en la primera part del seu Discurs sobre l'origen de la desigualtat entre els homes (1754).
Amb tot, la teoria de Mandeville és molt més radical, argumentant que una societat no pot al mateix temps tenir moralitat i prosperitat, i que el vici, entès com la cerca del seu propi interès, és la condició de la prosperitat.

## Argument

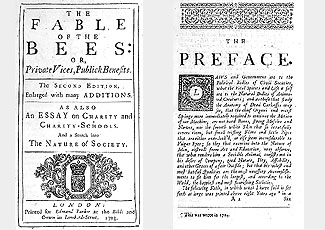
La faula de les abelles (edició de 1705)

La Faula de les abelles desenvolupa en una veta satírica la tesi de la utilitat social de l'egoisme. Continua, prefigurant a Nietzsche, que totes les lleis socials són el resultat de la voluntat egoista dels febles per ajudar-se mútuament protegint-se del més fort. Sobre el tema explica en la Faula de les abelles que "el treball d'un milió de persones acabaria aviat, si no hi hagués un altre milió que consumís el seu treball (...). Si un roba 500 o 1.000 guinees a un vell avar que, ric posseïdor de gairebé 100.000 lliures esterlines, engasta només 50 a l'any, és segur que tan aviat com aquests diners siguin robats, circularan en el comerç i això fa que la nació guanyi amb aquest robatori. Es deriva el mateix avantatge que si la mateixa suma vingués d'un arquebisbe piadós que la donés al públic."
La seva tesi principal és que les accions dels homes no poden separar-se en fets nobles i accions vils, i que els vicis privats contribueixen al bé públic, mentre que les accions altruistes poden ser realment nocives pel ben comú. Per exemple, en el camp econòmic, diu que un llibertí actua per vici, però que "la seva prodigalitat dona treball a sastres, servents, perfumistes, cuiners i dones de mala vida, que al seu torn donen feina a forners, fusters, etc. ". Llavors, la rapacitat i la violència del llibertí beneficien a la societat en general. No obstant això, també considera que els pobres han de sacrificar-se usant el bany i treballant per permetre que els rics es desfacin dels seus diners.
Els vicis dels individus són elements necessaris per al benestar i la grandesa d'una societat. Anglaterra es comparada amb un rusc corrupte però pròspera, que es queixa, no obstant això, de la seva falta de virtut. Quan Júpiter els atorga la virtut que demandaven, la conseqüència és una ràpida pèrdua de prosperitat, encara que al nou rusc virtuós no li importa, i el triomf de la virtut li costa la vida a milers d'abelles.